# Lobera (épée)
Pour les articles homonymes, voir Lobera.
 (décembre 2023).
Si vous disposez d'ouvrages ou d'articles de référence ou si vous connaissez des sites web de qualité traitant du thème abordé ici, merci de compléter l'article en donnant les références utiles à sa vérifiabilité et en les liant à la section « Notes et références ».

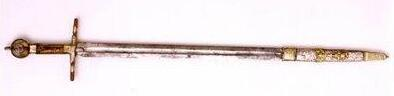
Lobera, l'épée de Saint-Ferdinand en la cathédrale de Séville.

La Lobera sur le blason de Séville.

Lobera est l'épée du roi Ferdinand III de Castille. Elle est conservée comme une relique dans la cathédrale de Séville. Elle est portée en procession chaque année pour commémorer la conquête de Séville en 1248 par le roi. Elle est le symbole de la puissance de Ferdinand III, et il est donc représenté sur de nombreuses gravures, avec l'épée et le globe dans la main, au lieu du sceptre traditionnel.

## Description
C'est une épée à une main, à lame plate et à double tranchant, qui mesure 85,4 cm de long et 5,3 cm pour la partie la plus large, effilée, presque imperceptiblement, jusqu'à ce qu'elle se termine en pointe arrondie.